# Rosabrynad rosenfink
Rosabrynad rosenfink (Carpodacus rodochroa) är en bergslevande asiatisk fågel i familjen finkar inom ordningen tättingar.

## Utseende och läte
Rosabrynad rosenfink är en slank, medelstor (14–15 cm) rosenfink med spetsig näbb, kluven stjärt och tydlig ansiktsteckning. Hanen är rosa under, streckat brunrosa ovan och med mycket tydligt djuprosa ögonbrynsstreck kontrasterande med mörkare ögonstreck. Även honan har ett tydligt ögonbrynsstreck och är i övrigt streckat brun med gulbrun anstrykning på övergump, flanker och buk. Sången som levereras från toppen av en buske eller lågt träd består av en serie högljudda och uppåtböjda visslingar.

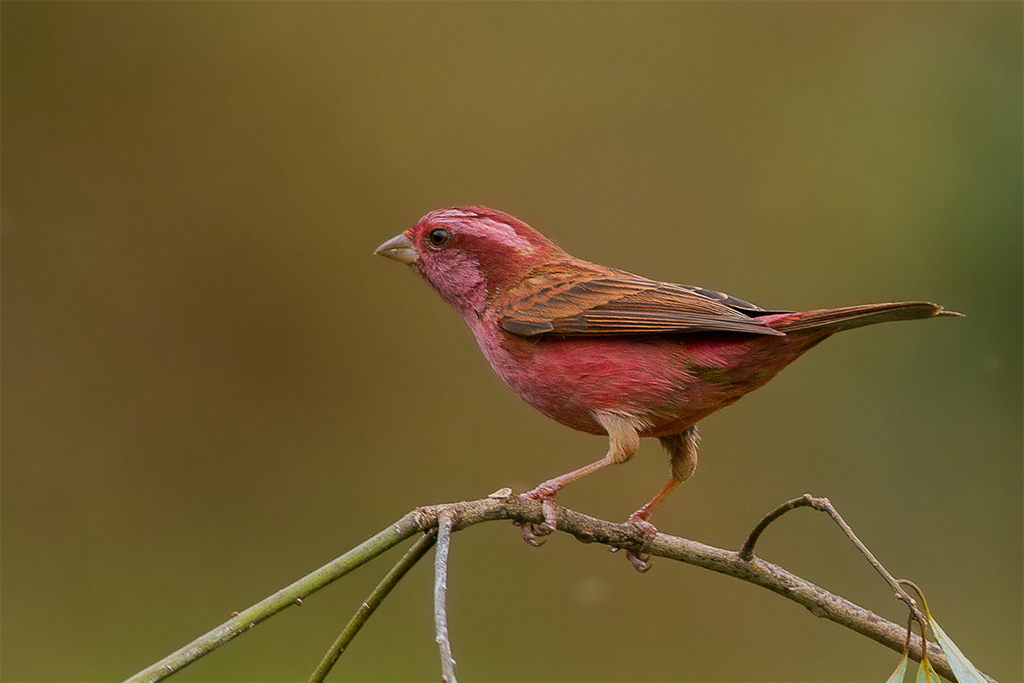
Hane i Uttarakhand, Indien.

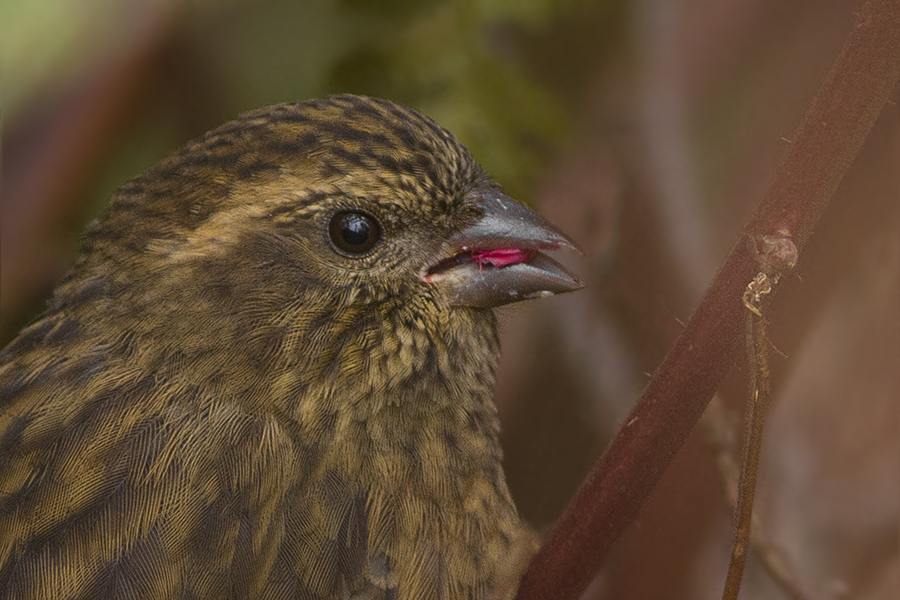
Hona i Pangolakha Wildlife Sanctuary, Sikkim, Indien.

## Utbredning och systematik
Rosabrynad rosenfink förekommer i Himalaya i gran- och björkskogar från Kashmir till södra Tibet. Den behandlas som monotypisk, det vill säga att den inte delas in i några underarter. Fågeln är närmast släkt med yunnanrosenfink, på lite längre avstånd fläckvingad rosenfink, taiwanrosenfink och vinröd rosenfink.

## Levnadssätt
Rosabrynad rosenfink förekommer i högt belägna buskmarker och öppen skog mellan 1800 och 4540 meters höjd. Den lever av frön och bär från exempelvis Cyathula, Viburnum och Ziziphus maurtiana, men även gräs (Gramineae). Fågeln häckar i juli och augusti. Arten är stannfågel och höjdledsflyttare som rör sig till lägre regioner vintertid.

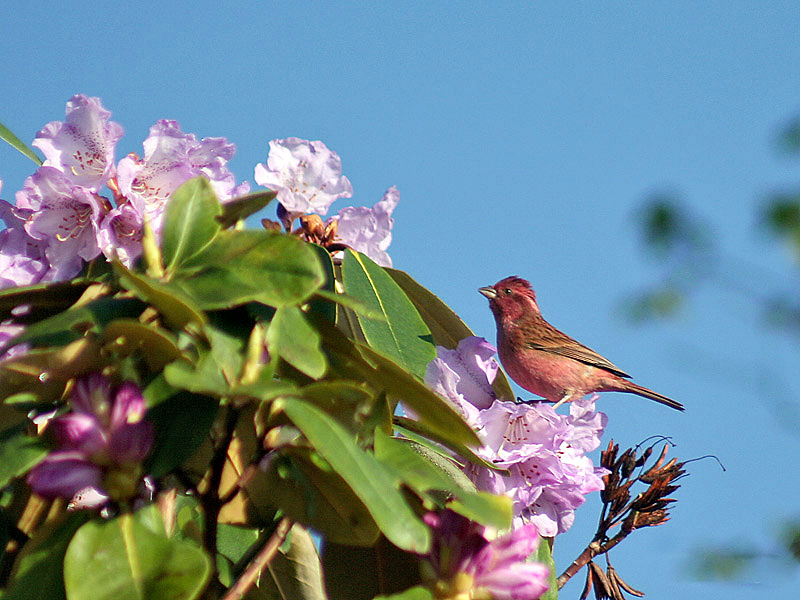
Hane rosabrynad rosenfink i en rhododendron i Himachal Pradesh, Indien.

## Status och hot
Arten har ett stort utbredningsområde och en stor population med stabil utveckling och tros inte vara utsatt för något substantiellt hot. Utifrån dessa kriterier kategoriserar internationella naturvårdsunionen IUCN arten som livskraftig (LC). Världspopulationen har inte uppskattats men den beskrivs som vanlig eller mycket vanlig.

## Namn
På svenska har fågeln även kallats rödbrynad rosenfink.